# El Tabo
El Tabo is een gemeente in de Chileense provincie San Antonio in de regio Valparaíso. El Tabo telde 13.286 inwoners in 2017 en heeft een oppervlakte van 99 km².

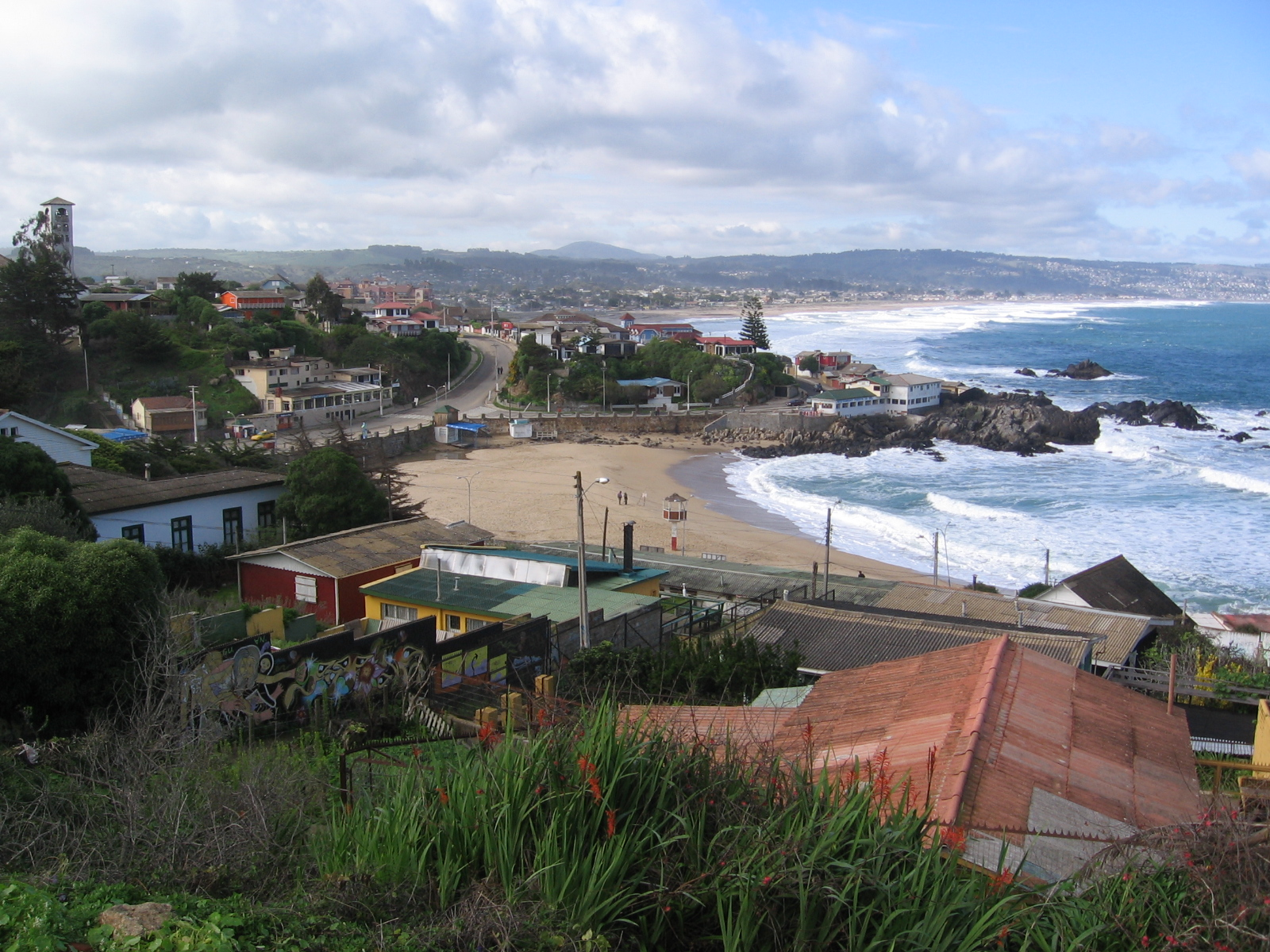
Las Cruces in de gemeente El Tabo

- Nationale Bibliotheek van Tsjechië: ge809604
- Virtual International Authority File: 140177171